# Покінянка
Покінянка (пол. Pokinianka) — село в Польщі, у гміні Рокитно Більського повіту Люблінського воєводства. Населення — 80 осіб (2011).

## Історія
За даними етнографічної експедиції 1869—1870 років під керівництвом Павла Чубинського, у селі переважно проживали римо-католики, меншою мірою — греко-католики, які здебільшого розмовляли українською мовою.
За німецьким переписом 1940 року, у селі Покінянка та на колонії Ольшинець мешкало 144 особи польської національності.
У 1975—1998 роках село належало до Білопідляського воєводства.

## Демографія
Демографічна структура станом на 31 березня 2011 року:
|          | Загалом | Допрацездатний вік | Працездатний вік | Постпрацездатний вік |
| -------- | ------- | ------------------ | ---------------- | -------------------- |
| Чоловіки | 42      | 7                  | 31               | 4                    |
| Жінки    | 38      | 10                 | 22               | 6                    |
| Разом    | 80      | 17                 | 53               | 10                   |